# 矮莎草
矮莎草（学名：Cyperus michelianus subsp. pygmaeus）是莎草科莎草属旋鳞莎草的亚种。分布于非洲北部、印度、地中海沿岸、越南、高加索地区以及中国大陆的广西等地，生长于海拔130米至800米的地区，多生长于池塘边缘肥沃之地和近水处，目前尚未由人工引种栽培。